# Дрозантемум
Дрозантемум — род семейства Аизовые, один из так называемых «ледяных» или «хрустальных» суккулентов, получивших это название из-за многочиcленных волосковидных полупрозрачных железок на листьях, на свету создающих впечатление сверкающих микро кристаллов. Произрастает в ЮАР и Намибии, широко распространен как декоративное растение в средиземноморском регионе, встречается в горшочной культуре.

## Название
Научное латинское родовое название Drosanthemum образовано от корней др.-греч. δρόσος (drósos — «роса») и др.-греч. ἄνθος (ánthos — «цветок») и дано за характерный «блестящий» эффект, напоминающий капельки росы, которые создают на солнце железистые волоски, покрывающие все растение. Русскоязычное название дрозантемум является транскрипцией латинского, хотя более корректным фонетически представляется вариант «дроСантемум».

## Ботаническое описание
Суккулентные кустарнички, обычно с волосковидными железистыми выростами на листьях.
Корневая система мочковатая.
Побеги от прямостоячих до стелющихся.
Листья стеблевые, супротивные, перекрестно-попарные, сидячие, изредка сросшиеся в нижней части. Прилистники отсутствуют, листовые пластинки линейные, либо от треугольных до цилиндрических, равные по всей длине с цельный краем. На листьях имеются особые разбухших поверхностные клетки (железистые волоски, называемые идиобласты) и придающие растениям «кристаллический» («хрустальный») вид благодаря отражению световых лучей.
Соцветия верхушечные на боковых побегах, сидячие. Цветки одиночные или собранные в зонтик, прицветники отсутствуют.
Цветки яркие, трубчатые, 0.8-6 см в диаметре. Доли чашечки 5(-6), зеленые, равные по размеру, конической формы, с железистыми волосками. Лепестки раздельные, белые, желтые, оранжевые, алые, розовые или бордовые, образуют 1-2 ряда. Нектарники раздельные, 5 штук. Тычинок ок. 75, прямостоячие или лежачие. Пестик (4-)5(-6) зародышевый, столбик отсутствует, рыльца (4-)5(-6), нитевидные.
Плод — коробочка, имеется покрывающая семена пленка. Растрескивание коробочек происходит по центральной линии локул. Семена многочисленные, светло-коричневые, ребристые, бугорчатые.

## Экология и распространение
Природный ареал охватывает ЮАР (Капская провинция и Фри-Стейт) и Намибию. Некоторые виды интродуцированы в Южной Европе, Северной Африке, Австралии и Новой Зеландии, США (Калифорния), Эквадоре и Великобритании.

## Классификация

### Таксономия[5]
Drosanthemum Schwantes, 1927, Z. Sukkulentenk. 3: 14, 29
Род Дрозантемум (Drosanthemum) относится к семейству Аизовые (Aizoaceae) порядка Гвоздичноцветные (Caryophyllales). Кладограмма в соответствии с Системой APG IV:
|  |                 |  |                                   |                                   |                   |  | еще 40 семейств в порядке Гвоздичноцветные |                                   |                                   |                          |
|  |                 |  |                                   |                                   |                   |  |                                            |                                   |                                   | 106 подтвержденных видов |
|  |                 |  |                                   | порядок Гвоздичноцветные          |                   |  |                                            |                                   | род Дрозантемум                   |                          |
|  |                 |  |                                   | порядок Гвоздичноцветные          |                   |  |                                            |                                   | род Дрозантемум                   |                          |
|  | отдел Цветковые |  |                                   |                                   | семейство Аизовые |  |                                            |                                   |                                   |                          |
|  | отдел Цветковые |  |                                   |                                   |                   |  |                                            |                                   |                                   |                          |
|  |                 |  | ещё 63 порядка цветковых растений | ещё 63 порядка цветковых растений |                   |  |                                            | еще 123 родов в семействе Аизовые | еще 123 родов в семействе Аизовые |                          |
|  |                 |  |                                   | ещё 63 порядка цветковых растений |                   |  |                                            |                                   | еще 123 родов в семействе Аизовые |                          |